# Melhores do Ano de 2008
O Melhores do Ano de 2008 foi a 13ª edição dos Melhores do Ano, prêmio entregue pela emissora de televisão brasileira TV Globo aos melhores artistas e produções da emissora referentes ao ano de 2008.

## Resumo
| Programa                      | Indicações | Prêmios |
| ----------------------------- | ---------- | ------- |
| A Favorita                    | 12         | 4       |
| Duas Caras                    | 2          | 0       |
| Malhação                      | 2          | 1       |
| Zorra Total                   | 2          | 1       |
| Fantástico                    | 2          | 1       |
| Beleza Pura                   | 1          | 1       |
| Negócio da China              | 1          | 1       |
| Três Irmãs                    | 1          | 0       |
| Maysa - Quando Fala o Coração | 1          | 0       |
| Jornal Nacional               | 1          | 0       |
| A Grande Família              | 1          | 0       |

## Vencedores e indicados
Os vencedores estão em negrito.
| Melhor Ator | Melhor Atriz |
| --- | --- |
| - Murilo Benício - (Dodi em A Favorita) - Antônio Fagundes - (Juvenal em Duas Caras) - Carmo Dalla Vecchia - (Zé Bob em A Favorita)          | - Patricia Pillar - (Flora em A Favorita) - Cláudia Raia - (Donatela em A Favorita) - Mariana Ximenes - (Lara em A Favorita)                         |
| Melhor Ator Coadjuvante | Melhor Atriz Coadjuvante |
| - Cauã Reymond - (Halley em A Favorita) - Ary Fontoura - (Silveirinha em A Favorita) - Jackson Antunes - (Leonardo em A Favorita)            | - Isis Valverde - (Rakelli em Beleza Pura) - Alinne Moraes - (Maria Sílvia em Duas Caras) - Lilia Cabral - (Catarina em A Favorita)                  |
| Melhor Ator Revelação | Melhor Atriz Revelação |
| - Miguel Rômulo - (Shiva em A Favorita) - Alexandre Nero - (Vanderlei em A Favorita) - Caio Castro - (Bruno em Malhação)                     | - Mariana Rios - (Yasmin em Malhação) - Emanuelle Araújo - (Manu em A Favorita) - Larissa Maciel - (Maysa Monjardim em Maysa: Quando Fala o Coração) |
| Melhor Ator ou Atriz Mirim | Melhor Comediante |
| - Bruna Marquezine - (Flor de Lys em Negócio da China) - Eduardo Melo - (Domênico em A Favorita) - Thávyne Ferrari - (Rafinha em Três Irmãs) | - Katiuscia Canoro - (Zorra Total) - Fabiana Karla - (Zorra Total) - Pedro Cardoso - (A Grande Família)                                              |
| Melhor Cantor | Melhor Cantora |
| - Seu Jorge - Daniel - Zeca Pagodinho | - Ivete Sangalo - Ana Carolina - Vanessa da Mata |
| Melhor Grupo, Banda ou Dupla | Melhor Revelação Musical |
| - NX Zero - Jota Quest - Victor & Leo | - D'Black - Mallu Magalhães - Moinho |
| Esportista do Ano | Melhor Jornalista |
| - Felipe Massa - César Cielo - Maurren Maggi                                                                                                 | - Patrícia Poeta - (Fantástico) - Fátima Bernardes - (Jornal Nacional) - Tadeu Schmidt - (Fantástico)                                                |
| Música do Ano | |
| - "Tem Que Ser Você" - Victor & Leo - "Amado" - Vanessa da Mata - "Esnoba" - Moinho                                                          | |

### Prêmios especiais
| Troféu Mário Lago |
| ----------------- |
| Gilberto Gil      |